# Miejsce na górze (film 2012)
Miejsce na górze  (ang. Room at the Top) – brytyjski dramat z 2012 roku w reżyserii  Aisling Walsh, powstał na podstawie powieści Johna Braine’a pt. Wielka kariera (Room at the Top) z 1957 roku. Wyprodukowana przez wytwórnię Great Meadow Productions.
Premiera filmu miała miejsce w dwóch częściach 26 i 27 września 2012 na brytyjskim kanale BBC Four w Wielkiej Brytanii.

## Fabuła
Akcja filmu rozgrywa się w Yorkshire w latach 40. XX wieku. Młody robotnik Joe Lampton (Matthew McNulty) znajduje zakwaterowanie u bogatej rodziny. Dzięki temu wchodzi w świat towarzystwa z wyższych sfer. Mężczyzna miałby szanse na wygodnie życie u boku majętnej Susan Brown (Jenna Coleman), jednak on wbrew rozsądkowi zakochuje się w pewnej starszej od niego o dziesięć lat mężatce.

## Obsada
Źródło: Filmweb
- Matthew McNulty jako Joe Lampton
- Maxine Peake jako Alice Aisgill
- Jenna Coleman jako Susan Brown
- Kevin McNally jako pan Brown
- Julia Ford jako pani Thompson
- Kevin Doyle jako pan Thompson
- Peter Wight jako pan Hoylake
- Tom Brooke jako Charles
- Theo James jako Jack Wales
- Zoe Telford jako Eva Storr
- Paul Hilton jako Bob Storr
- Daniel Flynn jako George Aisgill
- Eithne Browne jako Esther
- Lauren Crace jako Joan
- Kate O’Flynn jako Beryl
- Paul Tomblin jako Ray

i inni.